# Yo-Yo Ma
Yo-Yo Ma (Pariz, 7. listopada 1955.) američki je violončelist kineskog porijekla.
Rođen je u Parizu, gdje je živio do sedme godine, kada je s roditeljima otišao u New York gdje se i školovao. Njegova majka Marina Lu, bila je pjevačica, a njegov otac, Hiao-Tsiun Ma, bio je violinist, skladatelj i profesor glazbe na Tajvanu. Oboje su emigrirali u Francusku tijekom Kineskog građanskog rata.
Bio je čudo od djeteta, nastupajući od svoje četvrte godine. Diplomirao je na „Juilliard School” i Sveučilištu Harvard, pohađao je Sveučilište Columbia i nastupao je kao solist s orkestrima diljem svijeta. Snimio je više od 90 albuma i dobio 19 nagrada Grammy.
Uz snimke standardnog klasičnog repertoara, Ma je snimio širok izbor narodne glazbe, poput: američke bluegrass glazbe, tradicionalnih kineskih melodija, također tango argentinskog skladatelja Astora Piazzolle i brazilsku glazbu. Također je surađivao s umjetnicima iz različitih žanrova, kao što su: Bobby McFerrin, Carlos Santana, Chris Botti, Diana Krall, James Taylor, Miley Cyrus i Sting.
Ma je glasnik mira Ujedinjenih naroda od 2006. Dobitnik je brojnih nagrada, uključujući: nagradu Avery Fisher 1978., nagradu Glenn Gould 1999., Nacionalnu medalju za umjetnost 2001., predsjedničku medalju slobode 2011., počasti Kennedy Centera 2011., glazbenu nagradu Polar 2012. godine i nagradu Birgit Nilsson 2022. godine. Časopis „Time” proglasio ga je jednim od 100 najutjecajnijih ljudi 2020. godine.
Njegov primarni izvođački instrument je Davidov violončelo, kojeg je izradio Antonio Stradivari 1712. godine.